# Змія піщана східна
Змія піщана східна (Psammophis orientalis) — отруйна змія з роду піщана змія (Psammophis) родини піщаних змій (Psammophiidae).

## Опис
Загальна довжина сягає 1,2 м. Голова вузька, загострена, слабко відмежована від шиї. Тулуб довгий. Очі великі, зіниці круглі. Лобовий щиток довгий й вузький. Верхня поверхня голови вкрита великими симетричними щитками. Голова без малюнка. Забарвлення спини більш-менш однотонне, різних відтінків коричневого кольору, від світлого жовто-коричневого до насичено-шоколадного. Іноді з боків тулуба проступають ледь помітні світлі поздовжні смуги. Черево світле, жовтуватих або голубуватих відтінків. За черевними щитками проходять 2 широкі поздовжні темні смуги. 

## Спосіб життя
Полюбляє зволожені місцини, дотримується смуги чагарників по берегах водойм, вологих саван з густою травою, агроландшафтів, поселень людини. Зустрічається на висоті до 1300 м над рівнем моря. Активна вдень. Харчується ящірками, іншими зміями, при нагоді живиться гризунами, амфібіями і птахами. 
Це яйцекладна змія. Самка відкладає до 10—15 яєць.

## Розповсюдження
Мешкає на самому сході центральної частини Африки. Ареал тягнеться досить вузькою смугою вздовж узбережжя Індійського океану в Кенії, Танзанії, Мозамбіку, поширюючись вглиб материка по долинах річок. Живе також у Малаві, східних районах Зімбабве. 